# Cappella della Resurrezione (Bruxelles)
La cappella della Resurrezione (in francese Chapelle de la Résurrection o Chapelle pour l'Europe) è un edificio di culto, appartenente alla chiesa cattolica, con orientamento ecumenico, nel quartiere europeo di Bruxelles. La cappella, i cui precursori risalgono al Quattrocento, si trovava originariamente nel centro storico della città. Solo nel corso della ristrutturazione urbana di Bruxelles nel 1907, la cappella fu spostata nella sua posizione attuale. Nell'autunno del 2001 – dopo vasti risanamenti architettonici – la cappella ricevette il suo attuale nome e fu orientata a concetti ecumenici. 

## Storia

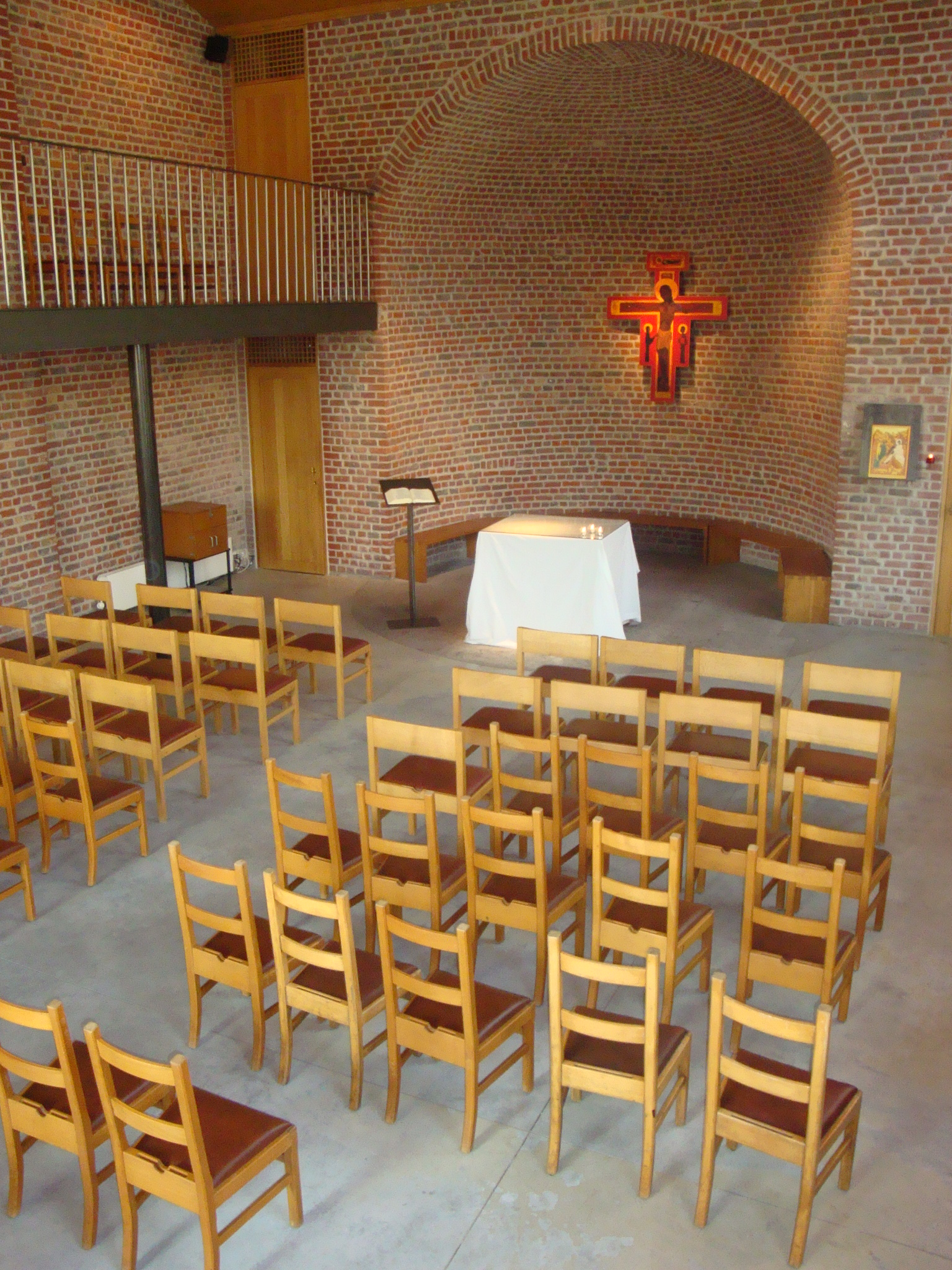
Spazio liturgico

La chiesa, rinnovata profondamente nel Settecento, spostata Etterbeek (Rue Van Maerlant), nel corso della pianificazione del trasporto urbano di Bruxelles, era integrata in un convento delle Suore dell'Adorazione Perpetua (Dames de l'Adoration Perpetuelle). Dall'esterno, il complesso edilizio si è mantenuto fino ad oggi, anche se la funzione è cambiata. Nel 1999 le suore vendettero il convento: mentre l'edificio principale oggi ospita un centro di visita e una biblioteca della Commissione europea, la cappella fu venduta a un'associazione internazionale di diritto belga, che era stata fondata da membri del personale delle istituzioni europee per mantenere la cappella come luogo di preghiera. Grazie a donazioni e contributi dei Consiglio delle conferenze dei vescovi d'Europa (COMECE), della Conferenza delle Chiese europee (CEC), l'Ordine dei gesuiti, e numerose fondazioni, la cappella nel 1999 e 2000 fu completamente rinnovata e ristrutturata. Il 25 settembre 2001, l'arcivescovo di Malines-Bruxelles, Godfried Danneels, inaugurò ufficialmente la nuova chiesa.

## Architettura
Mentre la facciata e l'esterno della cappella con la ristrutturazione sono rimasti sostanzialmente invariati fino ad oggi, l'interno fu completamente ristrutturato dall'ufficio di architetti Marionex di Bruxelles. Oggi l'edificio ha quattro piani, il che non è visibile da fuori. Per entrare, il visitatore attraversa dapprima un foyer (pianterreno), che viene utilizzato come luogo di accoglienza e spazio espositivo. Nel piano seminterrato si trova una cripta, riservata alla preghiera silenziosa. La croce d'oro placcato è l'opera dello scultore Belgio Philippe Denis. Lo spazio liturgico principale ora si trova al primo piano ed è raggiungibile per via di una scala interna e un ascensore. Siccome la nave ha perso la sua altezza originale, nuove finestre dell'artista viennese Thomas Reinhold furono inserite. Le finestre laterali rappresentano i temi della creazione, incarnazione, del roveto ardente e della Pentecoste, mentre la finestra della facciata principale (lato della strada) ha come tema la risurrezione. Nella galleria laterale, fu installato un organo della bottega Etienne Debaisieux; lo strumento è un dono della Chiesa evangelica in Germania (EKD). Nel piano superiore si trovano una sala riunioni e uffici (non visibili da fuori).

## Concetto pastorale

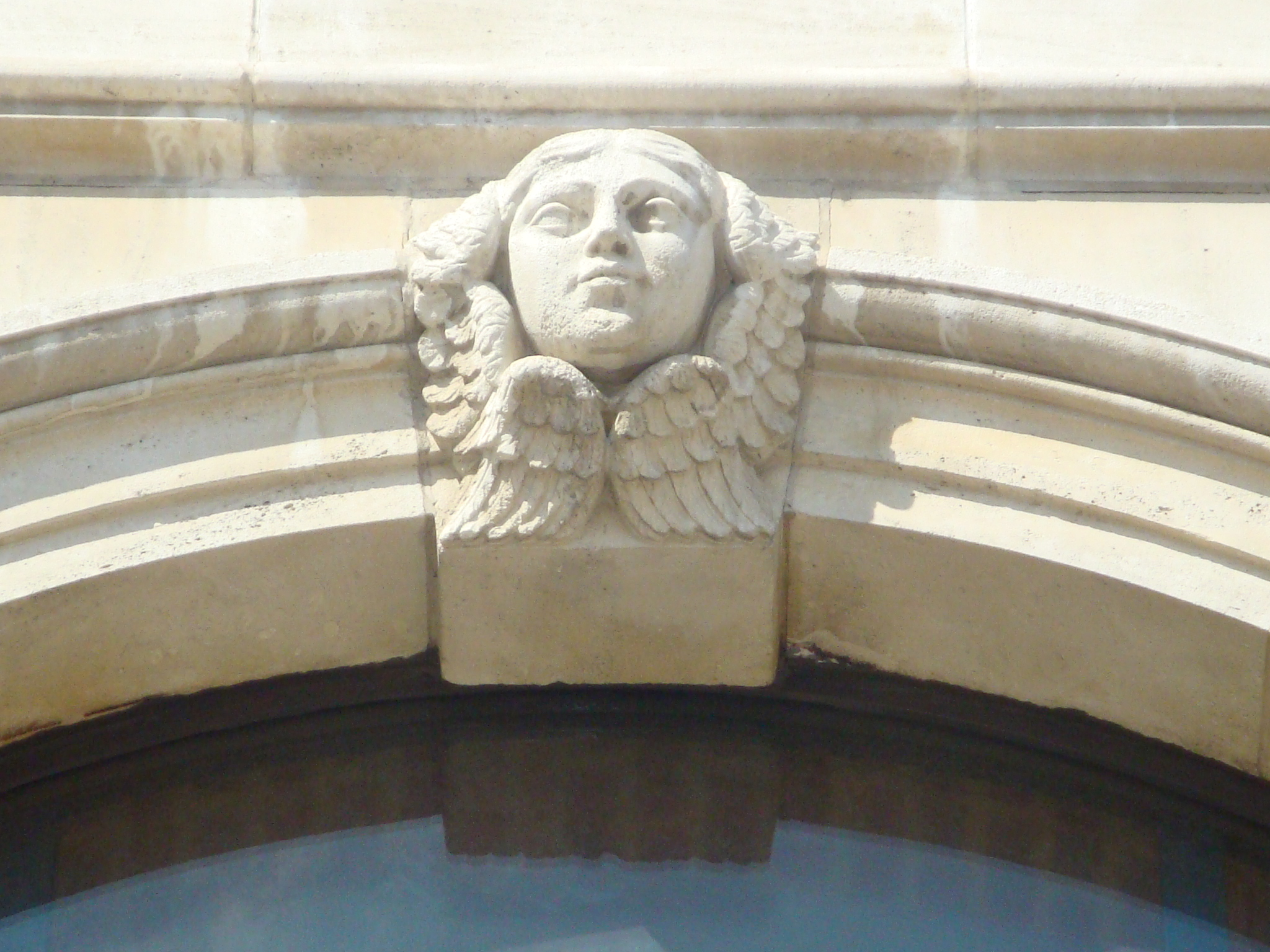
Facciata (dettaglio)

La cappella della Resurrezione non è una chiesa parrocchiale. Data la sua collocazione particolare in un quartiere di uffici e di affari, in vicinanza immediata alle istituzioni europee (Consiglio dell'Unione europea, Parlamento europeo, Commissione europea ecc.), la cappella serve come posto di rincontro, di discussione e come luogo di culto nell'ambiente di lavoro. Perciò la cappella è aperta soprattutto nei giorni feriali e offre forme liturgiche alternative, adeguate al ritmo del lavoro e alla diversità delle denominazioni, lingue e nazionalità del pubblico europeo. La cappella viene diretta da una squadra pastorale di religiosi e laici. Oltre alle preghiere del mattino (nei giorni feriali), si offrono servizi cattolici, luterani e ortodossi – principalmente all'ora di pranzo – soprattutto in inglese e francese.